# Соловской сельсовет
Соловской сельсовет — сельское поселение в Чаплыгинском районе Липецкой области Российской Федерации.
Административный центр — село Соловое.

## История
Статус и границы сельского поселения установлены Законом Липецкой области от 23 сентября 2004 года № 126-ОЗ «Об установлении границ муниципальных образований Липецкой области»

## Население
| 2010 | 2012 | 2013 | 2014 | 2015 | 2016 | 2017 |
| ---- | ---- | ---- | ---- | ---- | ---- | ---- |
| 511  | ↘501 | ↘497 | ↘486 | ↘474 | ↘448 | ↘440 |
| 2018 | 2021 |      |      |      |      |      |
| ↘437 | ↘432 |      |      |      |      |      |

## Состав сельского поселения
| № | Населённый пункт | Тип населённого пункта       | Население |
| - | ---------------- | ---------------------------- | --------- |
| 1 | Солнцево         | село                         | ↘139      |
| 2 | Соловое          | село, административный центр | ↘372      |